# Mihail Focșăneanu
Mihail Focșăneanu (n. 1905 la Focșani - 1972) a fost un matematician român.
În perioada 1921 - 1925 a studiat la Școala de Ofițeri de Artilerie din Timișoara, apoi la Facultatea de Matematică din Cluj.
În 1929 este licențiat în matematică.
Între 1934 și 1936 își continuă specializarea la Școala Superioară de Război din București, iar până în 1947 a activat ca ofițer de artilerie.
A fost profesor de matematică și mecanică pe la diverse școli de ofițeri și unul dintre redactorii Gazetei Matematice.
În al Doilea Război Mondial a participat la campania din vest și a fost distins cu ordinele: Steaua României, Coroana României, Crucea de Război a Cehoslovaciei, Polonia restituită și medalia sovietică Victoria.
În ceea ce privește activitatea în domeniul matematicii, a studiat probleme ca: ortopolul, hipocicloida cu trei puncte de întoarcere, centrul de curbură al diverselor curbe.

## Scrieri
- 1926: Asupra unei dezvoltări
- 1926: O clasă de ecuații cu toate rădăcinile reale
- 1932: Curs de mecanică artileristică
- 1932: Curs de analiză
- Curs de geometrie analitică
- Tratat de geometrie sintetică și proiectivă
- Istoricul Învățământului Militar în România între anii 1818 - 1945
- Biografia lucrărilor de geometrie a triunghiului.

A scris numeroase note cu caracter tehnic și istoric militar în revistele de specialitate militară și de matematică.